# Élection gouvernorale de 2014 en Illinois
L’élection du gouverneur et de son adjoint a lieu le 4 novembre 2014 dans l'Illinois.

## Primaire démocrate
Le 18 mars 2014, les démocrates désignent leurs candidats au poste de gouverneur et de gouverneur adjoint.

### Candidat déclaré
- Pat Quinn, gouverneur[3]

### Candidats possibles
- Lisa Madigan, procureure générale[4]
- William Daley, ancien chef de cabinet de la Maison-Blanche et secrétaire au Commerce des États-Unis[5]

## Primaire républicaine
Le 18 mars 2014, les républicains élisent leurs candidats au poste de gouverneur et de gouverneur adjoint.

### Candidat déclaré
- Kirk Dillard, membre du Sénat de l'Illinois et ancien candidat à l'investiture gouvernatoriale républicaine de 2010[6].

### Candidats possibles
- Bill Brady, membre du Sénat de l'Illinois. Il fut candidat à l'investiture gouvernatoriale républicaine en 2006 et 2010.
- Christine Radogno, chef de l'opposition républicaine au Sénat de l'Illinois.
- Dan Duffy, membre du Sénat de l'Illinois.
- Matt Murphy, membre du Sénat de l'Illinois.
- Dan Rutherford, trésorier
- Aaron Schock, représentant du 18e district congressionnel de l'Illinois
- Joe Walsh, ancien représentant du 8e district congressionnel de l'Illinois
- Kwame Raoul, sénateur de l'état.

## Résultats

### Élection générale
| Partis | Partis      | Candidats    | Colistiers         | Voix      | %     |
| ------ | ----------- | ------------ | ------------------ | --------- | ----- |
|        | Républicain | Bruce Rauner | Evelyn Sanguinetti | 1 823 627 | 50,27 |
|        | Démocrate   | Pat Quinn    | Paul Vallas        | 1 681 343 | 46,35 |
|        | Libertarien | Chad Grimm   | Alex Cummings      | 121 534   | 3,35  |
|        | Autres      |              |                    | 1 186     | 0,03  |

### Primaires
| Partis                  | Partis               | Candidats au poste de gouverneur | Voix                 | %                    |
| Primaires démocrates    | Primaires démocrates | Primaires démocrates             | Primaires démocrates | Primaires démocrates |
| ----------------------- | -------------------- | -------------------------------- | -------------------- | -------------------- |
|                         | Démocrate            | Pat Quinn                        | 321 818              | 71,94                |
|                         | Démocrate            | Tio Hardiman                     | 125 500              | 28,06                |
| Primaires républicaines |                      |                                  |                      |                      |
|                         | Républicain          | Bruce Rauner                     | 328 934              | 40,13                |
|                         | Républicain          | Kirk Dillard                     | 305 120              | 37,22                |
|                         | Républicain          | Bill Brady                       | 123 708              | 15,09                |
|                         | Républicain          | Dan Rutherford                   | 61 848               | 7,55                 |